# Narcissus sección Serotini
Serotini es una sección de plantas bulbosas perteneciente al género Narcissus dentro de la familia de las amarilidáceas.

## Especies
- Narcissus elegans
- Narcissus obsoletus
- Narcissus serotinus